# Młode wilki
Młode wilki – polski film sensacyjny w reżyserii Jarosława Żamojdy z 1996. Pierwotnie miał nosić tytuł Przemytnicy. W 1997 został nakręcony jego prequel o tytule Młode wilki 1/2.

## Fabuła
Rok 1994. Film opowiada o 19-latkach szukających szczęścia i wielkich pieniędzy. Młodzi ludzie kończą liceum. „Cichy”, „Biedrona”, „Cobra” i „Skorpion” pracują dla „Czarnego” (szefa gangu). Pragną szybkich pieniędzy. Życie młodych ludzi kręci się wokół samochodów, kobiet, narkotyków, przemytu i pieniędzy. Do ostatniej roboty dla „Czarnego” potrzebują kogoś nowego, wybór pada na „Prymusa”, Roberta Ratackiego. Chłopak poznaje Cleo, córkę Chmielewskiego, byłego szefa „Czarnego”. Między „Prymusem” a Cleo niebawem znajomość przeradza się w miłość. Tymczasem Chmielewski, najbogatszy człowiek w Szczecinie, rezygnuje z nielegalnych interesów i układów z „Czarnym”. Gang „Czarnego” decyduje, że dalej będą sobie radzić sami. Niespodziewanie pojawiają się problemy. Radioaktywny towar trzeba przewieźć przez „zieloną granicę”. Do akcji wkraczają ludzie prokuratora Wielewskiego, po kolei likwidują członków grupy „Czarnego”, a pieniądze przejmuje sam Wielewski. Ginie „Czarny”, „Cobra” i „Cichy” – jedynie „Prymusowi” udaje się uciec (przeżywa też „Skorpion” który nie bierze udziału w przemycie). W kilka dni później „Prymus” spotyka się z Cleo, która została przypadkowo postrzelona przez ojca. Dziewczyna, przed powrotem do USA, wręcza Robertowi kopertę z pieniędzmi, którą kazał przekazać mu „Cichy”. Jest w niej także wspólne zdjęcie ludzi „Czarnego” z ostatnich wakacji.

## Obsada
- Jarosław Jakimowicz-Kriegl jako „Cichy”
- Piotr Szwedes jako Robert Ratacki „Prymus”
- Michelle Cleo Godsey jako Cleo
- Henryk Bista jako pan Janek, służący Chmielewskiego
- Jan Nowicki jako Jerzy Chmielewski, ojciec Cleo
- Alex Murphy / Dariusz Odija (głos) jako „Czarny”
- Jerzy Molga jako prokurator Bogdan Wielewski
- Paweł Deląg[3] jako „Biedrona”
- Tomasz Preniasz-Struś jako „Cobra”[4]
- Zbigniew Suszyński jako „Skorpion”
- Dariusz Kordek jako „Casanova”
- Marcin Sosnowski jako „Lolo”, prawa ręka Wielewskiego
- Tadeusz Borowski jako inżynier Bukowski
- Anna Gornostaj jako pani Krystyna, kasjerka w banku
- Andrzej Niemirski jako napastnik w banku
- Małgorzata Kożuchowska jako Marzena, sekretarka Chmielewskiego
- Wojciech Duryasz jako dyrektor banku
- Michał Breitenwald jako „Słomka”
- Wojciech Kobiałko jako Kuchcik
- Andrzej Grąziewicz jako Kucharski
- Małgorzata Niemirska jako żona Kucharskiego
- Andrzej Kozłowski jako ochroniarz „Czarnego”
- Joanna Żółkowska jako matka „Cichego”
- Edward Linde-Lubaszenko jako ojciec Roberta

## Plenery
Film realizowany był w:
- Szczecinie (m.in. plac Grunwaldzki, okolice jeziora Głębokie, Wieża Quistorpa, ulica św. Wojciecha, Restauracja w Bramie Królewskiej, ulica św. Piotra i Pawła, Kościół św. Piotra i św. Pawła, Wały Chrobrego, plac Żołnierza Polskiego, plac Lotników)[potrzebny przypis];
- okolicach przejścia granicznego Lubieszyn-Linken[potrzebny przypis];
- na drodze wojewódzkiej nr 142[5];
- Międzyzdrojach (hotel „Amber Baltic”)[6];
- Jawczycach pod Warszawą (rezydencja „Czarnego”);[potrzebny przypis]
- Warszawie (hotel Jan III Sobieski)[6].

## Muzyka
Wydano płytę Młode wilki z muzyką filmu.
Piosenki odtworzone w filmie:
- Elf – Varius Manx
- Wolne ptaki – Varius Manx
- Dlaczego Ja (Zabij mnie) – Varius Manx
- Deadpans Parade – Varius Manx
- Pretty Time – Varius Manx
- Pocałuj noc (Do Ciebie) – Varius Manx
- Oni (my) – muzyka: Tomasz Sadowski, słowa: Nazar
- Kocie sprawy - Buzu Squat – muzyka: Tomasz Sadowski, słowa: Anna Ferens, Tomasz Sadowski